# Marcus Bergholtz
Marcus Bergholtz, född 15 december 1989 i Örkelljunga, är en svensk fotbollsspelare som spelar för Ekets GoIF. Han har tidigare spelat för bland annat Helsingborgs IF, Östers IF, Gais och Utsiktens BK.

## Karriär
Bergholtz rekryterades till Helsingborgs IF från moderklubben Ekets GoIF inför säsongen 2004. År 2007 provspelade Bergholtz för Premier League-klubben West Ham, som var intresserade av att köpa honom, men då klubben inte gick med på HIF:s krav rann affären ut i sanden. Han debuterade från start i den allsvenskan matchen mellan Helsingborgs IF och IFK Göteborg den 4 oktober 2008 och spelade 13 matcher för HIF under säsongen 2008.
Den 15 augusti 2012 bekräftades det att Bergholtz skrivit på för Östers IF. I juli 2014 förlängde han sitt kontrakt med klubben fram över säsongen 2017.
I januari 2015 värvades Bergholtz av Ängelholms FF. I december 2016 skrev Bergholtz på ett ettårskontrakt med Utsiktens BK.
I november 2017 värvades Bergholtz av Gais, där han skrev på ett ettårskontrakt med option på ytterligare ett år. I november 2018 skrev Bergholtz på ett nytt tvåårskontrakt med klubben.
I januari 2020 värvades Bergholtz av division 1-klubben Lindome GIF. I december 2020 gick han till division 5-klubben IFK Rössjöholm.